# Коцоня
Коцоня (пол. Koconia) — село в Польщі, у гміні Масловиці Радомщанського повіту Лодзинського воєводства.
Населення — 166 осіб (2011).
У 1975-1998 роках село належало до Пйотрковського воєводства.

## Демографія
Демографічна структура станом на 31 березня 2011 року:
|          | Загалом | Допрацездатний вік | Працездатний вік | Постпрацездатний вік |
| -------- | ------- | ------------------ | ---------------- | -------------------- |
| Чоловіки | 92      | 20                 | 67               | 5                    |
| Жінки    | 74      | 17                 | 43               | 14                   |
| Разом    | 166     | 37                 | 110              | 19                   |